# Eve de Bermingham
Eve de Bermingham suo jure Dame d'Offaly (morte entre juin 1223 et décembre 1226), est une héritière hiberno-normande, seule enfant de Robert de Bermingham qui avait été inféodé par Richard FitzGilbert de Clare d'une partie du royaume d’Uí Failghe. Ce fief deviendra la baronnie d'Offaly qu'elle détiendra comme héritière suo jure et qu'elle transmettra à son premier époux Gerald FitzMaurice, qui de jure uxoris sera créé 1er seigneur d'Offaly. Elle aura successivement trois époux.

## Unions et postérité
Eve nait à une date inconnue, elle est la fille unique et de suo jure l’héritière de Robert de Bermingham, un Normand, qui arrive en Irlande avec les forces Cambro-Normandes de Richard de Clare, 2e comte de Pembroke, connu sous le surnom de Strongbow de Bermingham est inféodé par Strongbow d'une part du royaume des Uí Failghe, qui deviendra la  baronnie d'Offaly. Le nom et l'identité de la mère d'Eve sont inconnus. 
Peu avant 1193, elle épouse son premier mari, Gerald FitzMaurice, le fils puîné de Maurice FitzGerald seigneur de Lanstephan. Il devient ainsi le 1er seigneur d'Offaly du droit de son épouse. Ils n'ont ensemble qu'un seul fils:
- Maurice FitzGerald (2e seigneur d'Offaly) (1194- 20 mai 1257), Lord justicier d'Irlande, qui épouse Juliana N. N., dont quatre fils. Gerald FitzMaurice meurt le 15 janvier 1204 et il a comme successeur son petit-fils et héritier, Maurice sous le contrôle de son oncle Maurice FitzMaurice FitzGerald.

Quelque temps plus tard Eve épouse son second mari, Geoffrey FitzRobert, Sénéchal de Leinster. Quand il meurt en 1211, elle prend un 3e époux, Geoffrey de Marisco (du Marais), qui exerce l'office de Lord justicier d'Irlande de 1215 à 1221. Son fils Maurice détiendra également cette même fonction de 1232 à 1245. De son 3e mari elle a un autre fils: 
- Robert de Marisco, qui épouse Christiana de Ridelsford, dont une fille, Christiana de Marisco (1234–1312). Cette dernière est la femme d'Ebulo de Geneva, et Dame de compagnie de la suite d'Éléonore de Provence, reine consort du Roi Henri III d'Angleterre.

On ignore si la fille de Geoffrey, Joan du Marais, première épouse de Theobald le Botiller (en) , était la fille d'Eve, ou une fille née d'un premier mariage inconnu de son père. 
La succession en ligne féminine des fiefs de Bermingham, comme celles liées aux multiples unions d'Eve, témoignent de l'implantation des Anglo-Normands dans l'ancien royaume d' Uí Failghe.

## Mort
Eve de Bermingham meurt en Irlande entre juin 1223 et décembre 1226.